# Benjamin Charles-Lemaire

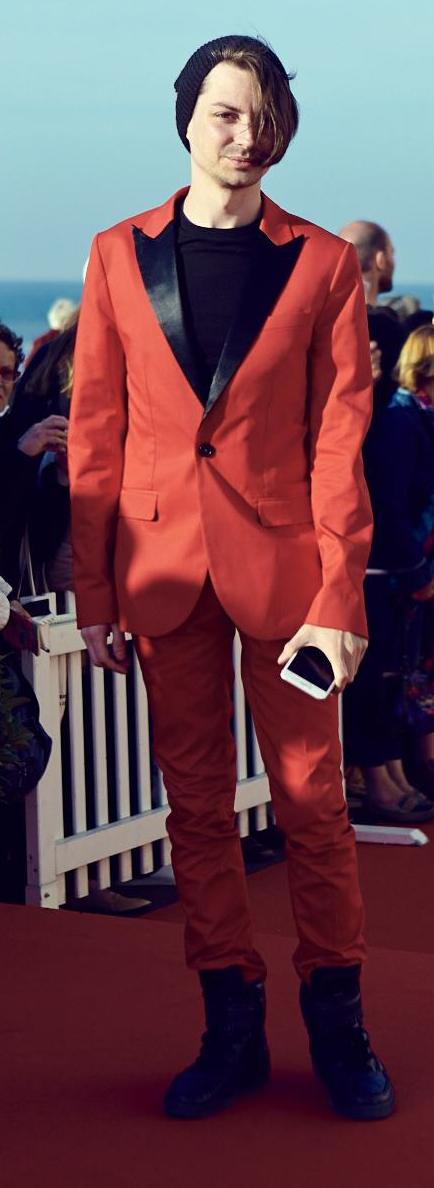
Benjamin Charles-Lemaire

Benjamin Charles (Sedan, 15 juli 1985) is een Franse blogger, schrijver en regisseur.

## Cultuur
Charles begon zijn carrière in 2006 als talentagent en werkte daarna als kindercoach op verschillende filmsets. Hij was eerste agent van Léo Legrand, Pierre Perrier, Gil Alma, Djena Tsimba... Hij was ook persoonlijk assistent van de Franse producer Jean-François Catton voor diens productie No7 op commercials geregisseerd door Darren Arronosky of Michel Gondry.
Hij regisseerde zijn eerste film, Clair Obscur in 2005 als een studentenproject en kreeg zijn eerste prijzen en richtte productiebedrijf Act'ivia op om zijn eigen films te produceren. Na een aantal films begon hij met het regisseren van commercials en muziekvideo. Hij regisseerde ook 300+ out-of-stage sessies op websites, waaronder Justin Bieber, Texas, Lady Gaga, Bruno Mars[5], Asaf Avidan of The Script. In 2013 regisseerde hij zijn eerste film voor cinéma geproduceerd door Pathé.
In 2015 richtte hij Neverland Editions op om alle werken van J.M. Barrie opnieuw uit te geven.
In 2017 regisseerde hij Different over een transgender tiener geselecteerd en bekroond op vele festivals. De rechten werden verkocht aan Amazon Video voor USA, UK en Duitsland en Viddsee maar de rest van de wereld. De film wordt gedistribueerd door Aug&Ohr.

## Media
Hij is een historische figuur in de Parijse blogosfeer en opende zijn blog Quo Vadis? in 2003. Als LGBT-activist hebben zijn columns tijdens de debatten over het homohuwelijk in Frankrijk veel aandacht gekregen in de media. Hij werd aangeklaagd door de conservatieven Christine Boutin en Frigide Barjot, wier echtgenoten hij had beledigd. In 2013 hekelde hij loco-burgemeester Gilles Bourdouleix, die hem ervan beschuldigde "Hitler heeft niet genoeg gedaan" te hebben gezegd toen hij het over een Roma-kamp had. De politicus diende een klacht in en moest deze vervolgens intrekken na de uitzending van de geluidsopname waarop hij de woorden hoorde zeggen. In datzelfde jaar onthulde hij een foto van televisiester Yann Barthès die een vermeend antisemitisch gebaar maakt dat aan Dieudonné wordt toegeschreven, nadat deze de komiek een aantal weken aan de kaak had gesteld.
Vaak geciteerd in de media om zijn standpunten, had hij ook een show op Radio Néo, en een column op Virgin Radio.

## Raadplegen
Als communicatieadviseur voor verschillende merken (Nokia, Gaumont, Pathé, enz.) heeft hij ook persoonlijkheden geadviseerd zoals Emmanuelle Béart, Sophie Marceau, rapper JoeyStarr en Oscar-winnende actrice Juliette Binoche. Zijn werk met beroemdheden, bijgenaamd "de community manager van de sterren", is het voorwerp geweest van talrijke analyses en is bijzonder opgevallen.

## Filmografie

### Speelfilm
- 2018 – Requiem
- 2013 – Lilly Wood and The Prick au Trianon

### Korte film
- 2018 – Different
- 2017 – A nightmare
- 2017 – La mélodie du silence (writer)
- 2015 – A Woman
- 2011 – Attention
- 2006 – Rapt
- 2005 – Clair Obscur
- 2004 – Esprit es-tu là?
- 2003 – Sous le lit

### Webserie
- 2017 – 30 seconds in Paris
- 2016 – Trendy5
- 2012 – Saint Zak
- 2011 – The We Pop Sessions
- 2010-2016 – The Transistor Sessions (starring The Script, Texas...)
- 2010-2011 – P20ris (starring Lilly wood and the prick, Asaf Avidan, Shaka Ponk...)
- 2010 – The SK*wat Sessions
- 2009-2010 – The SK* Sessions (starring Justin Bieber...)

### Muziekclip
- 2015 – Wigwam Squaw: Eye
- 2014 – Ben Mazué: Vivant
- 2014 – Wigwam Squaw: Sam's revolver
- 2013 – Wigwam Squaw: Armchair
- 2012 – Wigwam Squaw: Set You on Fire
- 2011 – Wigwam Squaw: NFM
- 2011 – Wigwam Squaw: Intro
- 2011 – Les Rois de la Suède: Ta liberté de voler
- 2010 – Yules: Absolute Believer
- 2006 – Salut à toi

### Concert opname
- 2014 – Wigwam Squaw
- 2013 – Stuck in The Sound: live à l'EMB Sannoirs
- 2011 – Cheers: Live à La Clef
- 2010 – Rococo à La Maroquinerie
- 2010 – Corinne Bailey Rae
- 2010 – Grand Corps Malade
- 2009 – Sacha Page au Gibus

- International Standard Name Identifier: 0000 0004 9361 7949
- Virtual International Authority File: 3744162669363855500003